# Campus Repsol
Campus Repsol es un edificio que sirve como sede central de la empresa energética Repsol, ubicado en la calle de Méndez Álvaro 44, en la ciudad de Madrid, España. Fue diseñado por el arquitecto Rafael de La-Hoz Castanys.
La parcela de esta construcción, que alberga cerca 4000 empleados, equivale a la extensión del Monasterio de El Escorial y el tamaño de su jardín interno es un poco mayor al de un campo de fútbol. Esta edificación ubicada dentro del anillo de la M-30 es uno de los pocos grandes centros corporativos en dicha zona de la capital española.

## Características
El Campus Repsol consta de cuatro edificios que rodean un amplio jardín, el complejo se caracteriza por ser un edificio inteligente con amplias fachadas de cristal, que permite la óptima utilización de luz natural en todas las áreas del campus.
El proyecto fue concebido con criterios de sostenibilidad, cuidando la utilización de materiales reciclados, el uso de fuentes alternativas de energía, así como la accesibilidad para personas con movilidad reducida y la ubicación geográfica del recinto.
Detalles como el aprovechamiento del agua se tomaron en cuenta para el diseño del jardín central, utilizando equipos de riego de bajo consumo, así como plantas propias de la región de Madrid y la construcción de un tanque subterráneo con capacidad de 250 000 litros que recoge agua de lluvia para el riego de los espacios verdes.
En los espacios internos la temperatura de ambiente es controlada por un sistema de monitoreo climático que constantemente revisa los indicadores para mantener una temperatura agradable para los empleados y visitantes. El sistema de aparcamiento (prioritario para cargos gerenciales, coches híbridos o eléctricos) igualmente está automatizado de manera que libera plazas cuando estas no van a ser utilizadas y puedan ser aprovechadas por otros trabajadores.
La construcción pionera en su tipo, obtuvo la Certificación LEED-NC en la categoría Platino,certificado otorgado a edificios que en su totalidad han sido diseñados y construidos con altos criterios de sostenibilidad.[cita requerida]

## Accesos
La parcela se encuentra en una de las principales vías de Madrid, la calle de Méndez Álvaro, y tiene a escasos metros la homónima estación de Méndez Álvaro y a pocos minutos de la estación de Atocha.